# 臨床研究
臨床研究（りんしょうけんきゅう、Clinical research）とは、ヒトを対象とした医学系研究のことである。ヒトへの使用を目的とした医薬品、医療機器、診断技術、手術、介護ケア、治療計画の安全性と有効性、作用機序などを研究する。臨床研究は臨床試験の外側にある概念であり、その臨床試験の一部分に治験がある。臨床研究のデザインは、通常の診療の範囲を超えた医療行為を行う「介入研究」と、コホート研究などの「観察研究」に大別されることが多い。臨床研究データは通常、メタ分析よりも有用であるため、臨床研究データの公開を推奨する。
臨床研究が行われる前に、非臨床試験（試験管内での実験や動物実験）が行われ、ヒトでの実現可能性および医薬品の安全性に関するデータが収集される。がんの治療に関する分子では、研究室で特定された約5,000の分子のうち、ヒトへの試験に用いられるのは10未満であり、最終的に承認されるのは平均して1つだけである。

## 観察研究
研究を目的とした治療を行うのではなく、既に行われている治療の効果や、その予後を観察する研究デザイン。長期間かけて発症する疾患や、稀にしか見られない疾患も対象にすることができる。
要因と結果との相関の強さは定量的に測定できるが、因果関係を証明しようとする場合には、症例対照研究やコホート研究のように、要因と結果との関連の時間性を測定する研究デザインをとる必要がある。
症例報告（case report）
個別の症例の治療を経験した後に、教科書的な経過をたどらなかったもの、あるいは教科書的な治療を超える工夫を行ったものについて、今後の参考に資するために詳細を報告する。ごく稀に見る疾患の場合には今後の治療に直接参考になる他、未知の疾患を最初に報告するきっかけとなる。
症例シリーズ報告（case series）
単独または少数の施設にある疾患の患者が集まっている場合に、過去の治療内容や予後を集計して一覧化する。稀に見る疾患の場合などに、治療と効果や有害事象との相関関係の仮説を示唆できることがある。
症例対照研究（case-control study）
疾病やイベントを生じたグループと、生じなかったグループのそれぞれについて、投薬や有害物質への曝露などの背景因子の存在割合を調べて比較する。曝露と結果の関連の強さをオッズ比として定量的に評価でき、結果の発生確率が低いと仮定できる場合にはオッズ比を相対危険度の近似値として解釈することができる。
コホート研究（cohort study）
異なる生活習慣・疾患・治療などを経験した複数の集団を一定期間追跡し、予め定められた疾患などのイベント発生割合を比較する。曝露と結果の関連の強さを相対危険度として定量的に評価できる。保険診療データなど大規模なデータにアクセスできる場合、発症に影響するさまざまな要因を列挙したり、その相互関係も洗い出したりことができる。
横断研究 (cross sectional study)
ひとつの集団について要因と結果それぞれの存在割合を調査する。ある疾病の有病割合を求める際によく使われる。要因の有無と結果の有無に関連が認められれば、因果関係のヒントにはなるが、因果関係の時間性を調べていないので因果関係の証明まではできない。
予後予測ルール（clinical prediction rule）
患者の年齢性別や基礎疾患、検査データなど、コホート研究の成果を利用して疾患の予後予測のモデルを作成する。多くは「重症度スコア」の形式で発表される。

## 介入研究
研究を目的として実験的に治療などの介入を行う。介入を行うので、ひとの個体差、背景因子の差異に左右されない結果が得られることが期待されるが、倫理面、費用面から、大きいサンプルサイズを用いたり、長期間かかって発症する疾患を対象にすることは難しい。とくに、新しい治療法の有効性、安全性の評価を主目的とする研究によく用いられる。
前後比較研究（before-after study）
個人または集団を対象に介入前・介入後の2回以上の観察を行って比較する。観察者の主観を排することが難しく、治療効果の判定にはほとんど用いられない。クロスオーバー試験やN-of-1試験などランダム化を加えた手法に取って代わられつつある。
クロスオーバー試験・N-of-1試験
N-of-1試験では、複数の治療法、または実験的治療と偽薬とを、個人ごとにランダムな順序で行い、その治療効果を観察する。クロスオーバー試験では患者をグループに分けて、一群ではA→B、他群ではB→Aの順に介入を加える。各介入の間には治療効果が消失するのを待つための期間（wash-out period）が設けられる。
多くの参加者数を見込めない試験では有用であるが、治療の効果が見られるまでに時間がかかったり、その効果が長期間つづく（carryover）場合には用いられない。
ランダム化比較試験（randomized controlled trial）
治療効果について検討する場合には、現在最もその有効性が広く認められている。
集団をランダムに複数の群に割り付け、一方には実験的介入を、他方には偽薬（もしくは既存の治療法)を行ってから一定期間観察し、治療効果や有害作用の有無を観察する。
さらに厳密には二重盲検法（double blind）が取られる。「参加者がどちらの群に属しているのか」を明らかにせず、治療者・治験参加者・観察者・統計解析者の四者のうち、少なくとも二者以上からは分からないようにする（外科手術では盲検が難しいためしばしば一者以上で十分とされる）。医師側の「この人は対照薬だから症状が改善しないはずだ」といった思いこみや、患者側の「この薬は本物のはずだから症状が良くなるはずだ」といった思いこみ（プラセボ効果）によるバイアス（偏り）の排除がその主目的である。
二重盲検法がとられていることはその臨床試験が全体として優れていることを保証するものではなく、研究の一側面としてバイアス対策が行なわれていることを意味している。
ランダム化比較試験は非常に強力な研究デザインであるが、得られた結果はあくまでもその研究対象者の中でだけ正しい結論であるため、サンプリングバイアスの影響まで排除できるものではなく、結果の外的妥当性に関しては慎重に判断する必要がある。

## 二次研究
すでに発表されている論文データを再利用・再構築して、新たな次元で再評価・整理を行う研究。
系統的文献レビュー（systematic review）
特定の疑問についてすでに発表されている論文を「可能な限りくまなく」集め、メタアナリシスの手法を用いて再集計したり、もしくはその全体の傾向を記述することで、「何が分かっていて、何が分かっていないか」という学問の辺縁を明確にする。
メタアナリシス（meta-analysis）
特定の疑問について、同様の研究デザインを採用した複数の研究から異なった結果が発表されている場合に、それらを再集計することにより高い精度で治療効果を予測する。十分な標本数を持たない研究でも、本手法により結果の有意性を示すことができる場合がある。
決断分析（decision analysis）
臨床現場で下す必要のある決断について、その結果として起こりうる事象を確率論的に検討し、より良い結果の得られそうな選択肢を選び出す。既存の文献や新たな調査を元に、事象の起こる確率やその重要性に対して重み付けを行う。
臨床ガイドライン（clinical guidelines）
ある疾患や病態に関する系統的文献レビューをもとに現在得られるエビデンスを列挙し、治療者・患者・支払者等のコンセンサスを得ながら、標準的な治療方針をまとめる。実際の臨床現場では、患者ごとの個別の事情や医療機関の設備環境等も考慮に入れながら治療方針を決定する。

## その他の研究
質的研究
漠然とした疑問を構造化し、検証可能な仮説を創り出すことを目的とする。通常は研究テーマに沿った観察研究・面接調査・アンケート調査を通じて言語データを収集し、その量的・質的分析を通じてテーマのより深い解釈を図る。方法論に定説はまだないが、グラウンデッド・セオリーや構造化面接といった手法が提唱されている。